# Latamoxef
Il latamoxef (conosciuto anche con il nome di moxalactam e nella fase sperimentale con la sigla LY127935) è un antibiotico β-lattamico, appartenente alla famiglia degli oxacefem, che si differenzia dalle cefalosporine per la presenza di un atomo di ossigeno al posto di un atomo di zolfo a livello del nucleo aminocefalosporanico. La molecola è anche caratterizzata da una catena laterale N-metiltiotetrazolica.

## Farmacodinamica
Latamoxef è una cefalosporina della terza generazione, che agisce inibendo la sintesi dei peptidoglicani della parete cellulare batterica.
In vitro, concentrazioni di farmaco <4 µg/ml inibiscono la maggior parte degli streptococchi del gruppo A e B e lo Streptococcus pneumoniae. Concentrazioni < 8 µg/ml inibiscono ceppi di Staphylococcus aureus.
Generalmente gli enterococchi, compreso lo Streptococcus faecalis, alcuni ceppi di Staphylococcus epidermidis e di Listeria monocytogenes risultano invece resistenti al latamoxef.
Il farmaco è attivo contro la maggior parte delle Enterobacteriaceae (Enterobacter aerogenes, Enterobacter cloacae, Citrobacter freundi, Citrobacter diversus, Klebsiella pneumoniae, K. oxytoca, Morganella morganii, Proteus mirabilis, P. rettgeri, P. vulgaris, Providencia, Salmonella, Serratia marcescens, Shigella) e alcuni ceppi di Pseudomonas aeruginosa.
Le MIC90 di latamoxef per la maggior parte dei batteri gram-negativi sono < 4 µg/ml. Il latamoxef è attivo, in vitro, anche contro l'Haemophilus influenzae (per questo microorganismo la MIC90 è di 0,03-0,8 µg/ml), Neisseria meningitidis e N. gonorrhoeae (MIC90 pari a 0,06-0,8 µg/ml). Il farmaco agisce anche contro batteri anaerobi (Bacteroides, Eubacterium, Fusobacterium, Peptococcus, Peptostreptococcus, Propionibacterium, Veillonella, alcuni ceppi di Clostridium perfringens).
La presenza del gruppo 7a-metossi (che protegge l'anello b-lattamico dall'idrolisi prodotta da molte penicillinasi e da alcune cefalosporinasi) e la presenza del gruppo a-carbossi sulla catena fenil-malonilica (che protegge il legame amidico dell'anello β-lattamico dall'idrolisi da parte di alcune cefalosporinasi) rende il latamoxef più resistente all'idrolisi da parte delle β-lattamasi rispetto alle cefalosporine di prima generazione, ad esempio cefotaxima e le cefamicine.

Alcuni ceppi di Enterobacter cloacae, Pseudomonas aeruginosa o Serratia sviluppano resistenza durante il trattamento con latamoxef. Così come la maggior parte di cefalosporine e penicilline, il farmaco viene inattivato dalle β-lattamasi prodotte da alcuni ceppi di Citrobacter, Enterobacter, Pseudomonas e Serratia.

## Farmacocinetica
Latamoxef dopo somministrazione per via orale è scarsamente assorbito dal tratto gastrointestinale.
Per questo motivo viene preferita la somministrazione del farmaco per via parenterale. Un picco di concentrazione plasmatica di 48-52 µg/ml si ottiene dopo circa 30-60 minuti (Tmax) dalla somministrazione intramuscolare di 1 g di farmaco.
Latamoxef si distribuisce ampiamente nei tessuti e nei fluidi corporei. La concentrazione del farmaco nel liquido cerebrospinale è molto alta quando è presente infiammazione delle meningi.
Il volume di distribuzione è pari a 0,410-0,439 l/kg negli adulti e 0,515-0,537 l/kg nei bambini di età compresa tra 1 e 12 mesi.
Il legame con le proteine plasmatiche è del 40% circa. Il farmaco attraversa la placenta. Le concentrazioni plasmatiche di latamoxef declinano in modo bifasico: l'emivita plasmatica risulta di 0,2-0,9 ore nella fase iniziale, e di 2-3,5 ore nella fase terminale. Il latamoxef viene escreto nelle urine per filtrazione glomerulare.

Contrariamente ad altri antibiotici β-lattamici il latamoxef non subisce secrezione tubulare renale. Circa il 60-97% di una dose singola viene escreto nelle urine come farmaco immodificato entro 24 ore dalla somministrazione intramuscolare o endovenosa.

## Usi clinici
Latamoxef è indicato nel trattamento di infezioni intraaddominali gravi (ad esempio peritoniti), delle infezioni delle basse vie respiratorie, della cute e dei tessuti molli, del tratto genito-urinario, delle ossa e delle articolazioni, sostenute da microorganismi sensibili.
In ambito clinico latamoxef è ampiamente usato nel trattamento della setticemia e dei processi infiammatori a livello del sistema nervoso centrale (SNC). Il farmaco è anche proposto per la profilassi prima di interventi chirurgici sul colon.

## Dosi terapeutiche
Il latamoxef disodico viene somministrato per iniezione o infusione endovenosa oppure per iniezione intramuscolare profonda. Nei pazienti con setticemia, ascessi parenchimali localizzati (ad esempio ascessi addominali), peritoniti, meningiti o altre gravi infezioni, è preferibile somministrare il farmaco per endovena piuttosto che intramuscolo. Nella somministrazione per iniezione endovenosa intermittente ogni grammo di latamoxef deve essere sciolto in 10 ml di acqua per preparazioni iniettabili, glucosio al 5% oppure sodio cloruro allo 0,9%. Nella somministrazione per infusione intermittente, la soluzione ricostituita deve essere ulteriormente diluita in 100 ml di liquidi perfusionali compatibili. Nell'infusione endovenosa continua, ogni grammo di farmaco deve essere sciolto in circa 10 ml di acqua per preparazioni iniettabili e la dose appropriata aggiunta a soluzioni endovena compatibili.
Le soluzioni somministrabili per via intramuscolare sono preparate aggiungendo a ogni grammo di latamoxef 3 ml di acqua sterile, di sodio cloruro allo 0,9%, oppure di lidocaina cloridrato allo 0,5%, in modo da ottenere una soluzione contenente approssimativamente 270 mg/ml.
Nell'adulto il dosaggio abituale (espresso in latamoxef base) è di 0,5-4 g al giorno da suddividere in dosi uguali ogni 8-12 ore per 5-14 giorni. Le infezioni molto gravi o quelle causate da microorganismi meno sensibili, ad esempio Pseudomonas aeruginosa, devono essere trattate con dosaggi elevati (fino a 4 g ogni 8 ore), che possono essere successivamente ridotti.
Nei neonati da 0 a 1 settimana di vita si somministrano 25 mg/kg ogni 12 ore. Nei neonati da 1 a 4 settimane di vita si somministrano 25 mg/kg ogni 8 ore. Nei bambini e nei ragazzi si somministrano 50 mg/kg ogni 8-12 ore.

## Effetti collaterali ed indesiderati
L'effetto indesiderato più temibile è costituito dai disturbi dell'emostasi legati alla diminuita funzionalità piastrinica. Si possono manifestare reazioni di ipersensibilità (rash cutanei, febbre e, meno frequentemente, orticaria, prurito, eosinofilia, angioedema, dispnea, porpora), effetti sulla crasi ematica (neutropenia, leucopenia, granulocitopenia, anemia, eosinofilia, trombocitopenia, ipoprotrombinemia, allungamento del tempo di protrombina), reazioni a livello locale (dolore, flebite, tromboflebite e raramente bruciore nel sito di iniezione), effetti gastrointestinali (anoressia, diarrea, nausea, vomito) e transitorio aumento dei livelli di transaminasi (SGOT, SGPT) e fosfatasi alcalina.

## Controindicazioni
Il farmaco è controindicato nei soggetti con ipersensibilità nota al principio attivo o con precedente ipersensibilità alle penicilline e cefalosporine. È necessario che latamoxef sia somministrato con grande cautela nei soggetti con storia anamnestica di reazioni allergiche, soprattutto a farmaci.

Latamoxef può interferire sull'aggregazione piastrinica. Per questa ragione, se il trattamento con dosi elevate (> 4 g/die) si protrae per più di 3 giorni, è consigliato un attento monitoraggio del tempo di coagulazione. Latamoxef può indurre ipoprotrombinemia. Al fine di prevenire questa evenienza si consiglia la somministrazione concomitante di vitamina K alla dose di circa 10 mg alla settimana.

In caso di emorragia si deve temere e prevenire, attraverso adeguati test, la coagulazione intravasale disseminata (CID). Essa si manifesta più frequentemente nei pazienti con sepsi, tumori o malattie epatiche.
Nei pazienti con funzione renale compromessa il dosaggio deve essere adeguatamente ridotto.
L'uso prolungato di latamoxef può provocare la crescita di microorganismi non sensibili quali Candida, enterococchi, Ps. aeruginosa o Acinetobacter. Se compaiono sovrainfezioni o superinfezioni si deve ricorrere a una terapia adeguata.
Se assunto in concomitanza a etanolo il paziente può manifestare reazioni disulfiram-simili.
La co-somministrazione di eparina e anticoagulanti orali (ad esempio warfarin e acenocumarolo) deve essere evitata per il rischio elevato di allungamento del tempo di protrombina.

## Caratteristiche chimiche
Latamoxef si presenta come una polvere cristallina bianca, molto solubile in acqua e in soluzione salina, poco solubile in soluzioni alcoliche. Incommerci è presente il sale disodico costituito da una miscela racemica di isomeri R e S.
Latamoxef disodico contiene 3,8 mEq di sodio per ogni grammo di latamoxef.

### Chimica analitica
La sostanza, in soluzione acquosa, assorbe nell'UV alla lunghezza d'onda di 270 nm.
Si determina per HPLC su colonna impaccata con ottadecil silano chimicamente legato a microparticelle di silice porosa. Come eluente si ricorre ad ammonio acetato/metanolo (19/1) ad un flusso di 0,5 ml/min. Rivelatore: luce UV a 254 nm.

## Stabilità
Latamoxef disodico in polvere per uso iniettivo deve essere conservato a temperatura inferiore a 26 °C.
La polvere e le soluzioni del farmaco con il trascorrere del tempo tendono ad assumere colorazione scura (ciò non indica comunque perdita di attività). Le preparazioni di latamoxef per uso iniettivo (soluzioni in acqua per preparazioni iniettabili, in sodio cloruro allo 0,9%, in lidocaina cloridrato allo 0,5% o all'1%) presentano un pH di 4,5-7.
Le soluzioni sono stabili per 24 ore se sono conservate alla temperatura di 25 °C oppure per 96 ore quando vengano tenute in frigorifero a 5 °C.